# Levar Hotell
Levar Hotell & Gästgiveri är ett hotell i Levar i Nordmalings kommun. Det är utsett till byggnadsminne sedan 1995.
Redan 1604 anlades ett gästgiveri på platsen. Den nuvarande byggnaden uppfördes 1827 i en våning med vind av sockenskrivaren och verksägaren Jonas Arctaedius. Vid storhetstiden under 1800-talet var gästgiveriet det största i Västerbottens län. I slutet av 1800-talet fick det namnet Levar Hotell.
Två tillhörande flygelbyggnader uppfördes 1833 respektive 1840. Huvudbyggnaden tillbyggdes på 1850-talet då byggnaden fick det utseende den har i dag. Ombyggnaden på 1850-talet utfördes troligen av Erik Olof Arctaedius, som var skollärare, handelsman och organist samt klockare liksom fadern Jonas Arctaedius. Ytterligare en renovering utfördes på 1890-talet. Omkring sekelskiftet drevs hotellet under namnet Hotell Nordin. Under 1930- och 40-talen skedde stora förändringar, bland annat tillkom glasverandan och övervåningens altan.
År 1991 återställdes byggnaden till det utseende den hade under 1850-talet. Ett stort antal ekonomihus ingick tidigare i egendomen. Dessa byggnader har antingen rivits eller avstyckats till andra fastigheter. Bevarat är dock ett lusthus från 1902.